# CAM (clado)
El clado CAM es un clado que contiene a Archaeplastida (Plantae sensu lato) y al clado Pancryptista (que, a su vez, contiene a Cryptista y Microheliella maris). Este clado está respaldado por análisis filogenómicos de 2022 que apoyan principalmente al clado Pancryptista, pero también mencionan que el linaje más cercano de Archaeplastida es Pancryptista, lo que los convierte en taxones hermanos. Juntos, forman el clado CAM, que representa a los clados constituyentes (Cryptista, Archaeplastida y Microheliella maris).

## Filogenia
El siguiente cladograma muestra la posición de los subclados dentro de CAM:
|  | \| \| Rhodelphis \| \| \| \| \| \| Rhodophyta \| \| \| \| |
|  |                                                           |
|  | Picomonas                                                 |
|  |                                                           |
|  | Rhodelphis                                                |
|  |                                                           |
|  | Rhodophyta                                                |
|  |                                                           |

|  | Rhodelphis |
|  |            |
|  | Rhodophyta |
|  |            |

|  | Viridiplantae |
|  |               |
|  | Glaucophyta   |
|  |               |

|  | \| \| Rhodelphis \| \| \| \| \| \| Rhodophyta \| \| \| \| |
|  |                                                           |
|  | Picomonas                                                 |
|  |                                                           |
|  | Rhodelphis                                                |
|  |                                                           |
|  | Rhodophyta                                                |
|  |                                                           |

|  | Rhodelphis |
|  |            |
|  | Rhodophyta |
|  |            |

|  | Viridiplantae |
|  |               |
|  | Glaucophyta   |
|  |               |

|  | Cryptista     |
|  |               |
|  | Microheliella |
|  |               |

|  | \| \| Rhodelphis \| \| \| \| \| \| Rhodophyta \| \| \| \| |
|  |                                                           |
|  | Picomonas                                                 |
|  |                                                           |
|  | Rhodelphis                                                |
|  |                                                           |
|  | Rhodophyta                                                |
|  |                                                           |

|  | Rhodelphis |
|  |            |
|  | Rhodophyta |
|  |            |

|  | Viridiplantae |
|  |               |
|  | Glaucophyta   |
|  |               |

|  | \| \| Rhodelphis \| \| \| \| \| \| Rhodophyta \| \| \| \| |
|  |                                                           |
|  | Picomonas                                                 |
|  |                                                           |
|  | Rhodelphis                                                |
|  |                                                           |
|  | Rhodophyta                                                |
|  |                                                           |

|  | Rhodelphis |
|  |            |
|  | Rhodophyta |
|  |            |

|  | Viridiplantae |
|  |               |
|  | Glaucophyta   |
|  |               |

|  | Cryptista     |
|  |               |
|  | Microheliella |
|  |               |